# Евлань
Евлань — деревня в Новодеревеньковском районе Орловской области России.
Входит в состав Старогольского сельского поселения.

## География
Расположена на правом берегу реки Гоголь, на противоположном берегу находится деревня Ртищево.
Просёлочной дорогой Евлань соединена с автомобильной дорогой 54А-1.

## Население
| 2010 |
| ---- |
| 7    |